# Eerste klasse 1903-04 (voetbal België)
Het seizoen 1903/04 van de Belgische Eerste Klasse was het negende officieel seizoen van de hoogste Belgische voetbalklasse. De officiële benaming destijds was Division d'Honneur of Eere Afdeeling.
Het kampioenschap was voor een laatste maal opgesplitst in twee reeksen. De eerste twee uit elke reeks speelden daarna een eindronde. Union Saint-Gilloise veroverde zijn eerste landstitel, de eerste van de vele titels die de club de komende jaren zou binnenhalen.

## Gepromoveerde en degraderende teams
Er bestond geen echt degradatiesysteem, alle deelnemende clubs konden na het seizoen in de reeks blijven. Daring Club de Bruxelles en Olympia Club de Bruxelles, die als eerste twee geëindigd waren in de tweede klasse van het vorige seizoen, gingen nu van start in de hoogste afdeling. Olympia Club zou het hier echter na een jaar al voor bekeken houden en volgend seizoen weer een niveau lager gaan spelen. Verviers FC was gefusioneerd met Stade Wallon de Verviers en doopte zijn clubnaam om tot CS Verviétois (Club Sportif Verviétois).

## Clubs
Twaalf clubs speelden in 1903/04 in Eerste Klasse.
| # kaart | Stam- nummer | Club                                 | Plaats              | Stadion                                                         | # seiz. 1e klasse |
| ------- | ------------ | ------------------------------------ | ------------------- | --------------------------------------------------------------- | ----------------- |
| Reeks A |              |                                      |                     |                                                                 |                   |
| 1A      | 10           | Union Saint-Gilloise                 | Ukkel               | terrein Kersbergstraat (tegenwoordig Alphonse Asselbergsstraat) | 3e                |
| 2A      | 3            | FC Brugeois                          | Brugge              | "Het Ratteplein" in de Sint-Baafs-wijk                          | 7e                |
| 3A      | 12           | CS Brugeois                          | Brugge              | terrein vlak bij de Smedenpoort                                 | 5e                |
| 4A      | 1            | Antwerp FC                           | Antwerpen           | terrein aan de Kruisstraat op het Kiel                          | 8e                |
| 5A      | --           | Olympia Club de Bruxelles            | Brussel             | ?                                                               | 1e                |
| 6A      | --           | Athletic & Running Club de Bruxelles | Ukkel               | ?                                                               | 8e                |
| 7A      | 13           | Beerschot AC                         | Antwerpen           | terrein op het Kiel                                             | 4e                |
| Reeks B |              |                                      |                     |                                                                 |                   |
| 1B      | 6            | Racing Club de Bruxelles             | Ukkel               | Stade du Vivier d'Oie (nr 10 op kaartje)                        | 9e                |
| 2B      | 5            | Léopold Club de Bruxelles            | Ukkel               | Brugmanpark (nr 23 op kaartje)                                  | 9e                |
| 3B      | 2            | Daring Club de Bruxelles             | Sint-Jans-Molenbeek | terrein aan de Jetse Steenweg, 501                              | 1e                |
| 4B      | 4            | FC Liégeois                          | Luik                | terrein op het Champ d'Oiseaux in de wijk Cointe                | 9e                |
| 5B      | 8            | CS Verviétois                        | Verviers            | ?                                                               | 4e                |

## Eindstand

### Eere Afdeeling A
|    |   |                                      | P  | W  | G | V | +  | -  | DS  | Ptn |
| -- | - | ------------------------------------ | -- | -- | - | - | -- | -- | --- | --- |
| E  | 1 | Union Saint-Gilloise                 | 12 | 11 | 0 | 1 | 60 | 15 | 45  | 22  |
| E  | 2 | FC Brugeois                          | 12 | 8  | 1 | 3 | 47 | 23 | 24  | 17  |
|    | 3 | CS Brugeois                          | 12 | 7  | 3 | 2 | 29 | 14 | 15  | 17  |
|    | 4 | Antwerp FC                           | 12 | 5  | 1 | 6 | 23 | 32 | -9  | 11  |
| GD | 5 | Olympia Club de Bruxelles            | 12 | 2  | 2 | 8 | 24 | 49 | -25 | 6   |
|    | 6 | Athletic & Running Club de Bruxelles | 12 | 2  | 2 | 8 | 18 | 37 | -19 | 6   |
|    | 7 | Beerschot AC                         | 12 | 2  | 1 | 9 | 21 | 52 | -31 | 5   |

P: wedstrijden gespeeld, W: wedstrijden gewonnen, G: gelijke spelen, V: wedstrijden verloren, +: gescoorde doelpunten, -: doelpunten tegen, DS: doelsaldo, Ptn: totaal punten
E: eindronde, GD: geen deelname volgend seizoen
Omdat de twee Brugse clubs op een gedeelde tweede plaats eindigden, werd een beslissingswedstrijd gespeeld op het veld van Léopold Club om te beslissen wie naar de eindronde mocht. De wedstrijd werd door FC Brugeois gewonnen.
| Datum      | Wedstrijd                 | Uitslag |
| ---------- | ------------------------- | ------- |
| 14/02/1904 | CS Brugeois - FC Brugeois | 2-4     |

### Eere Afdeeling B
|   |   |                           | P | W | G | V | +  | -  | DS  | Ptn |
| - | - | ------------------------- | - | - | - | - | -- | -- | --- | --- |
| E | 1 | Racing Club de Bruxelles  | 8 | 5 | 1 | 2 | 33 | 12 | 21  | 11  |
| E | 2 | Léopold Club de Bruxelles | 8 | 4 | 2 | 2 | 21 | 16 | 5   | 10  |
|   | 3 | Daring Club de Bruxelles  | 8 | 3 | 2 | 3 | 17 | 26 | -9  | 8   |
|   | 4 | FC Liégeois               | 8 | 3 | 0 | 5 | 11 | 24 | -13 | 6   |
|   | 5 | CS Verviétois             | 8 | 2 | 1 | 5 | 20 | 24 | -4  | 5   |

P: wedstrijden gespeeld, W: wedstrijden gewonnen, G: gelijke spelen, V: wedstrijden verloren, +: gescoorde doelpunten, -: doelpunten tegen, DS: doelsaldo, Ptn: totaal punten
E: eindronde, GD: geen deelname volgend seizoen

### Eindronde Eere Afdeeling
|   |   |                           | P | W | G | V | +  | -  | DS  | Ptn |
| - | - | ------------------------- | - | - | - | - | -- | -- | --- | --- |
| K | 1 | Union Saint-Gilloise      | 6 | 6 | 0 | 0 | 25 | 4  | 21  | 12  |
|   | 2 | Racing Club de Bruxelles  | 6 | 2 | 2 | 2 | 11 | 10 | 1   | 6   |
|   | 3 | FC Brugeois               | 6 | 1 | 2 | 3 | 10 | 17 | -7  | 4   |
|   | 4 | Léopold Club de Bruxelles | 6 | 0 | 2 | 4 | 5  | 20 | -15 | 2   |

P: wedstrijden gespeeld, W: wedstrijden gewonnen, G: gelijke spelen, V: wedstrijden verloren, +: gescoorde doelpunten, -: doelpunten tegen, DS: doelsaldo, Ptn: totaal punten
K: kampioen

## Uitslagentabel

### Reeks A
|                                      |     | ANT | BEE   | CSB | FCB | ARB   | OCB   | USG |
| Antwerp FC                           | ANT | X   | 5-3   | 0-0 | 1-3 | 3-1   | 5-0   | 1-3 |
| Beerschot AC                         | BEE | 0-3 | X     | 3-0 | 3-4 | 0-5ff | 9-3   | 0-9 |
| CS Brugeois                          | CSB | 5-0 | 5-0ff | X   | 1-1 | 6-1   | 4-1   | 2-1 |
| FC Brugeois                          | FCB | 5-2 | 5-0ff | 1-2 | X   | 7-0   | 5-0ff | 2-6 |
| Athletic & Running Club de Bruxelles | ARB | 1-3 | 0-0   | 2-3 | 1-6 | X     | 1-1   | 1-2 |
| Olympia Club de Bruxelles            | OCB | 6-0 | 5-0ff | 1-1 | 3-6 | 1-4   | X     | 2-3 |
| Union Saint-Gilloise                 | USG | 5-0 | 8-3   | 3-0 | 4-2 | 5-1   | 8-3   | X   |

### Reeks B
|                           |     | DAR  | LEO | RCB | LUI | VER |
| Daring Club de Bruxelles  | DAR | X    | 3-3 | 2-5 | 2-0 | 4-3 |
| Léopold Club de Bruxelles | LEO | 1-0  | X   | 2-2 | 4-5 | 2-0 |
| Racing Club de Bruxelles  | RCB | 10-0 | 2-3 | X   | 6-0 | 3-1 |
| FC Liégeois               | LUI | 1-3  | 2-1 | 1-0 | X   | 1-2 |
| CS Verviétois             | VER | 3-3  | 2-5 | 3-5 | 6-1 | X   |

### Eindronde
|                           |     | FCB   | LEO   | RCB | USG |
| FC Brugeois               | FCB | X     | 5-0ff | 1-3 | 1-6 |
| Léopold Club de Bruxelles | LEO | 2-2   | X     | 1-4 | 1-3 |
| Racing Club de Bruxelles  | RCB | 1-1   | 1-1   | X   | 0-3 |
| Union Saint-Gilloise      | USG | 5-0ff | 5-0ff | 3-2 | X   |

## Topscorer
| Scorer                | Goals | Team                 | Land   |
| --------------------- | ----- | -------------------- | ------ |
| Gustave Vanderstappen | 30    | Union Saint-Gilloise | België |

1895/96 · 1896/97 · 1897/98 · 1898/99 · 1899/00 · 1900/01 · 1901/02 · 1902/03 · 1903/04 · 1904/05 · 1905/06 · 1906/07 · 1907/08 · 1908/09 · 1909/10 · 1910/11 · 1911/12 · 1912/13 · 1913/14 · 1914/15 · 1915/16 · 1916/17 · 1917/18 · 1918/19 · 
1919/20 · 1920/21 · 1921/22 · 1922/23 · 1923/24 · 1924/25 · 1925/26 · 1926/27 · 1927/28 · 1928/29 · 1929/30 · 1930/31 · 1931/32 · 1932/33 · 1933/34 · 1934/35 · 1935/36 · 1936/37 · 1937/38 · 1938/39 · 1939/40 · 1940/41 · 1941/42 · 1942/43 · 1943/44 · 1944/45 · 1945/46 · 1946/47 · 1947/48 · 1948/49 · 1949/50 · 1950/51 · 1951/52 · 1952/53 · 1953/54 · 1954/55 · 1955/56 · 1956/57 · 1957/58 · 1958/59 · 1959/60 · 1960/61 · 1961/62 · 1962/63 · 1963/64 · 1964/65 · 1965/66 · 1966/67 · 1967/68 · 1968/69 · 1969/70 · 1970/71 · 1971/72 · 1972/73 · 1973/74 · 1974/75 · 1975/76 · 1976/77 · 1977/78 · 1978/79 · 1979/80 · 1980/81 · 1981/82 · 1982/83 · 1983/84 · 1984/85 · 1985/86 · 1986/87 · 1987/88 · 1988/89 · 1989/90 · 1990/91 · 1991/92 · 1992/93 · 1993/94 · 1994/95 · 1995/96 · 1996/97 · 1997/98 · 1998/99 · 1999/00 · 2000/01 · 2001/02 · 2002/03 · 2003/04 · 2004/05 · 2005/06 · 2006/07 · 2007/08 · 2008/09 · 2009/10 · 2010/11 · 2011/12 · 2012/13 · 2013/14 · 2014/15 · 2015/16 · 2016/17 · 2017/18 · 2018/19 · 2019/20 · 2020/21· 2021/22 · 2022/23 · 2023/24 · 2024/25